# Louis Bilbao
Pour les articles homonymes, voir Bilbao (homonymie).
Pas d'image ? Cliquez ici

a Compétitions nationales et continentales officielles uniquement.

b Matchs officiels uniquement.
Louis Bilbao, né le 14 septembre 1956 à Saint-Jean-de-Luz (France), est un joueur international français de rugby à XV évoluant aux postes d'ailier et de centre.

## Biographie
Louis Bilbao joue au Saint-Jean-de-Luz olympique au poste d'ailier. Il fait ses débuts en senior en 1975 contre le Stadoceste tarbais au poste de centre.
Il dispute son premier test match avec l'équipe de France le 18 février 1978 contre l'équipe d'Irlande, et le dernier contre cette même équipe le 20 janvier 1979. Cette année-là, il connaît également une sélection non-officielle contre la Tunisie aux Jeux méditerrannéens où il inscrit un triplé lors d'une large victoire 104 à 3.
Lors de la saison 1986-1987, il remporte la finale du groupe B dans le Championnat de France. Après ce titre, il arrête sa carrière de joueur.
À partir de 1987, il devient entraîneur des arrières du Saint-Jean-de-Luz olympique.
Il est éducateur sportif pour la ville de Saint-Jean-de-Luz dans les années 2000

## Statistiques en équipe nationale
- 2 sélections (+ 5 non officielles)
- Tournois des Cinq Nations disputés : 1978 et 1979

## Palmarès
- Vainqueur du Championnat de France groupe B en 1987 avec le Saint-Jean-de-Luz olympique.